# Dolichopus tenuicornis
Dolichopus tenuicornis är en tvåvingeart som beskrevs av Octave Parent 1927. Dolichopus tenuicornis ingår i släktet Dolichopus och familjen styltflugor. Inga underarter finns listade i Catalogue of Life.